# Silvestro di Palma
Silvestre di Palma (Ischia, Itàlia, 15 de març de 1762 - Nàpols, 8 d'agost de 1834) fou un compositor italià.
Estudià en el Conservatori de Nàpols, i després va rebre algunes lliçons particulars de Paisiello, donant-se a conèixer per l'òpera Finta Matta, a la que seguí La pietre simpatica, que assolí molt d'èxit.
Després estrenà en diferents teatres d'Itàlia. Gli amanti ridicoli, La sposa contrasta, La schiava fortunata, L'erede senza credità, Le seguici di Diana, Lo scavamento, I furbi amanti, I vampiri, Le misteri di Polonia, Il palazzo delle fate, Il pallone aerostatico, Il gelosos di se stesso i Il naturalista immaginario.